# Frillesås församling
Frillesås församling är en församling i Kungsbacka kontrakt i Göteborgs stift. Församlingen utgör ingår i Löftadalens pastorat och ligger i Kungsbacka kommun i Hallands län.

## Administrativ historik
Församlingen har medeltida ursprung. Församlingen var till 2014 moderförsamling i pastoratet Frillesås, Gällinge och Idala. Pastoretet omfattade mellan 1962 och 1992 även Ölmevalla församling och Landa församling.
Församlingen ingår från 2014 i Löftadalens pastorat.

## Kyrkor
- Frillesås kyrka
- Rya kyrka